# Quảng Lạc, thành phố Lạng Sơn
Quảng Lạc là một xã cũ thuộc thành phố Lạng Sơn, tỉnh Lạng Sơn, Việt Nam.

## Địa lý
Xã Quảng Lạc nằm ở phía tây nam thành phố Lạng Sơn, có vị trí địa lý:
- Phía đông giáp phường Chi Lăng và xã Mai Pha
- Phía tây giáp huyện Cao Lộc và huyện Văn Quan
- Phía nam giáp huyện Cao Lộc và huyện Chi Lăng
- Phía bắc giáp huyện Cao Lộc và xã Hoàng Đồng

## Diện tích, dân số
Theo thống kê năm 2019, xã Quảng Lạc có diện tích 27,65 km², dân số là 4.694 người,mật độ dân số đạt 170 người/km².

## Lịch sử
Ngày 30 tháng 8 năm 1977, chuyển xã Quảng Lạc thuộc huyện Cao Lộc vào thị xã Lạng Sơn.
Ngày 1 tháng 7 năm 2025 Ủy ban Thường vụ Quốc hội ban hành Nghị quyết số 1672/NQ-UBTVQH15 về việc sắp xếp các đơn vị hành chính cấp xã của tỉnh Lạng Sơn năm 2025. Theo đó,Sắp xếp toàn bộ diện tích tự nhiên, quy mô dân số của phường Chi Lăng và xã Quảng Lạc thành phường mới có tên gọi là phường Lương Văn Tri

## Văn hóa

### Đình Pác Mòng
Đình Pác Mòng thờ vua Đinh Tiên Hoàng và các tướng lĩnh đã từng lên đánh giặc phương Bắc và dẹp loạn biên giới thời xưa. Đây là ngôi đình cổ thờ Vua Đinh do cộng đồng người dân tộc Tày, Nùng xây dựng. Lễ hội đình Pác Mòng tổ chức vào ngày 5 tháng giêng âm lịch hàng năm với mục đích cầu các thần linh phù hộ cho một năm mới gió thuận, mưa hòa, cuộc sống bình an, hạnh phúc.
Hội Pác Mòng là một lễ hội lớn thu hút nhiều người đến dự. Hội Pác Mòng được tổ chức vào ngày mùng 5 Tết hàng năm tại xã Quảng Lạc, thành phố Lạng Sơn. Hội Pác Mòng gắn liền với nét đặc sắc văn hoá của lễ hội Lồng Tồng (hội xuống đồng) của người Tày, Nùng khởi đầu mùa gieo trồng mới. Đêm đến, sau khi đến thắp hương tại ngôi đình vua Đinh Tiên Hoàng ở giữa làng, nam thanh, nữ tú tham dự các hoạt động múa sư tử, đánh sảng và hát Sli, Lượn.